# Nagari Batu Palano
Nagari Batu Palano is een bestuurslaag in het regentschap Agam van de provincie West-Sumatra, Indonesië. Nagari Batu Palano telt 2672 inwoners (volkstelling 2010).